# Heráclito el Paradoxógrafo
Heráclito el paradoxógrafo (en griego Ἡράκλειτος) fue el autor de la obra paradoxográfica Peri Apiston (Sobre cuentos increíbles). El mitógrafo Paléfato escribió una obra paradoxográfica más conocida con el mismo título, que es mencionada con más frecuencia en la antigüedad que la de Heráclito.
El Peri Apiston de Heráclito describe la mitología griega de una manera racionalizadora que era popular entre los apologistas cristianos, escrita un lenguaje y un pensamiento sucintos. Solo sobrevive del texto un único manuscrito del siglo XIII que se encuentra en la Biblioteca Vaticana. El manuscrito tiene imperfecciones menores y es posible que se trate de un epítome bizantino tardío de una obra más larga. No se sabe nada del autor, aunque parece haber vivido a finales de los siglos I o II d. C. Es poco probable que se trate de alguno de los otros hombres con el nombre de Heráclito que son conocidos desde la antigüedad. El académico y comentarista homérico bizantino del siglo XII, Eustacio de Tesalónica, es el único erudito que lo menciona, llamándolo «el Heráclito que se propone hacer creíbles cuentos increíbles».
El texto incluye treinta y nueve elementos en los que se relatan y explican de manera sucinta mitos conocidos. Heráclito muestra cuatro métodos de explicación, todos ellos prominentes en interpretaciones helenísticas tardías y romanas: la racionalización (la idea de que el mito representa malentendidos de eventos naturales), el evemerismo (la idea de que los mitos son relatos de personas y acontecimientos históricos reales), la alegoría y la etimología fantasiosa. Todas estas técnicas exegéticas fueron adoptadas y desarrolladas posteriormente por teólogos cristianos de la Antigüedad tardía. Entre las colecciones de mitología existentes, el texto de Heráclito es de particular interés precisamente porque ejemplifica, en pocas palabras, una amplia gama de estrategias antiguas para la interpretación del mito.